# Дюна (гурт)
«Дюна» — радянський і російський музичний колектив створений 1987-го року бас-гітаристом Сергієм Катіним та гітаристом Дмитром Четверговим за керівництва Віктора Рибіна.